# Lucrina Fetti
Lucrina Fetti, född 1590, död 1673, var en italiensk konstnär.
Hon var verksam som målare. Hon är känd för sina religiösa verk. 